# Арженвилльерс, Клементе
Клементе Арженвилльерс (итал. Clemente Argenvilliers; 30 декабря 1687, Рим, Папская область — 23 декабря 1758, там же) — итальянский куриальный кардинал. Префект Священной Конгрегации Собора с 1 декабря 1757 по 23 декабря 1758. Кардинал-священник с 26 ноября 1753, с титулом церкви Сантиссима-Тринита-аль-Монте-Пинчо с 10 декабря 1753. 